# Timo Hoyer
Timo Hoyer (* 1964) ist ein deutscher Erziehungswissenschaftler (Pädagogische Hochschule Karlsruhe).

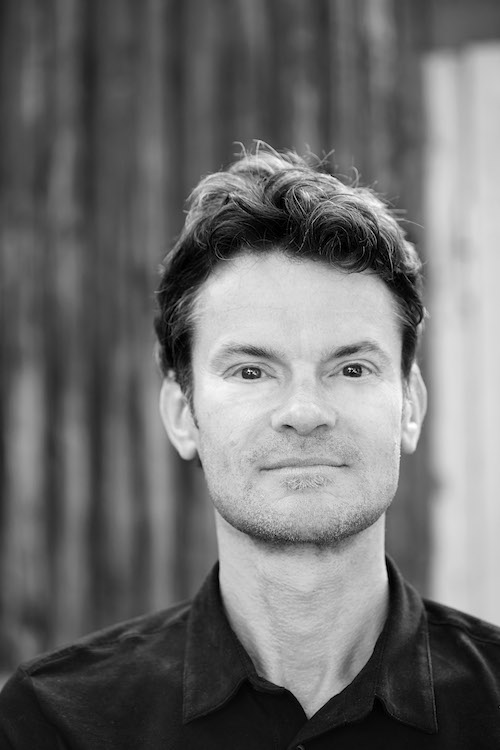
Timo Hoyer, 2014

## Leben
Nach seinem Studium der Erziehungswissenschaften, Philosophie und Neueren deutschen Literatur in Frankfurt am Main arbeitete Hoyer von 1997 bis 2005 als Wissenschaftlicher Angestellter an der Universität Kassel im Fachbereich Erziehungs-/Humanwissenschaft. 
Für seine Dissertation Nietzsche als Erziehungstheoretiker wurde er 2001 mit dem Georg-Forster-Preis der Universität Kassel ausgezeichnet. Anschließend habilitierte er ebenfalls an der Kassler Universität zum Thema Tugend und Erziehung. Die Grundlegung der Moralpädagogik in der Antike. Nach seiner Ernennung zum Privatdozenten im Jahr 2005 wechselte Hoyer als Wissenschaftlicher Mitarbeiter an das Sigmund-Freud-Institut nach Frankfurt am Main, wo er sich bis 2010 dem Forschungsbereich Psychoanalyse und Gesellschaft widmete. Zum 100. Geburtstag des Psychoanalytikers Alexander Mitscherlich veröffentlichte er 2008 dessen Biografie mit dem Titel Im Getümmel der Welt. 
Neben seiner Arbeit am Sigmund-Freud-Institut übernahm Hoyer 2007/08 eine Vertretungsprofessur für Praktische Philosophie an der Universität Kassel und 2008 eine weitere für Allgemeine Pädagogik an der Pädagogischen Hochschule Karlsruhe. 2011 wurde er von der Universität Kassel zum außerplanmäßigen Professor ernannt, 2013 erfolgte die Umhabilitation an die Pädagogische Hochschule Karlsruhe. Weitere Schwerpunkte seiner Forschung sind seitdem die Sozialgeschichte der Erziehung, Begabung/Hochbegabung, der Avantgardemusiker Anthony Braxton sowie Filmbildung.

## Schriften
Monografien
- Anthony Braxton – Creative Music. Wolke Verlag, Hofheim 2021.
- Sozialgeschichte der Erziehung. Von der Antike bis in die Moderne. Wissenschaftliche Buchgesellschaft, Darmstadt 2015.
- Begabung. Eine Einführung (mit G. Weigand und V. Müller-Oppliger). Wissenschaftliche Buchgesellschaft, Darmstadt 2013.
- Talent – Leidenschaft – Anerkennung. Karlsruher Potenziale in Wissenschaft und Kultur (mit C. Böckelmann und G. Weigand). Info-Verlag, Karlsruhe 2013.
- Im Getümmel der Welt. Alexander Mitscherlich – Ein Porträt. Vandenhoeck & Ruprecht, Göttingen 2008.
- Tugend und Erziehung. Die Grundlegung der Moralpädagogik in der Antike. Klinkhardt, Bad Heilbrunn 2005.
- Sphären der Verantwortung (mit H. Burckhart und J. Sikora). LIT Verlag, Münster 2005.
- Nietzsche und die Pädagogik. Werk, Biografie und Rezeption. Königshausen und Neumann, Würzburg 2002.

als Herausgeber
- Anthony Braxton – 50+ Years of Creative Music. Sonderband der Darmstädter Beiträge zur Neuen Musik (mit K. Van Cauwenberghe). Schott Music, Mainz 2025.
- Was ist Popmusik? Konzepte – Kategorien – Kulturen (mit D. Stederoth u. a.). Wissenschaftliche Buchgesellschaft, Darmstadt 2017.
- Sozio-Emotionalität von hochbegabten Kindern. Wie sie sich sehen – was sie bewegt – wie sie sich entwickeln (mit R. Haubl und G. Weigand). Beltz Verlag, Weinheim/Basel 2014.
- Der Mensch in der Medizin. Kulturen und Konzepte (mit D. Stederoth). Verlag Karl Alber, Freiburg 2011.
- Jenseits des Individuums. Emotion und Organisation (mit U. Beumer und M. Leuzinger-Bohleber). Vandenhoeck & Ruprecht, Göttingen 2011.
- Alexander Mitscherlich: Kranksein verstehen. Ein Lesebuch. Suhrkamp Verlag, Berlin 2010.
- Vom Glück und glücklichen Leben. Sozial- und geisteswissenschaftliche Zugänge. Vandenhoeck & Ruprecht, Göttingen 2007.
- Erziehung und Mündigkeit (mit H. Eidam). LIT-Verlag, Berlin 2006.
- Zeitgeschichte und historische Bildung (mit W. Hansmann). Jenior-Verlag, Kassel 2005.

Aufsätze (Auswahl)
- Structures and participation dynamics. Wie Anthony Braxton für creative musicians komponiert. In: Ch. Brüstler/K. Schmitt-Weidemann (Hg.): Aufs Spiel gesetzt. Interpretation im Fokus. Mainz 2023, S. 136–146.
- Bildung ist, Bildung meint, Bildung wird. Heinz-Joachim Heydorns (Über-)Anstrengung des Begriffs. In: D. Stederoth/D. Novkovic/W. Thole (Hg.): Die Befähigung des Menschen zum Menschen. Heinz-Joachim Heydorns kritische Bildungstheorie. Wiesbaden 2020, S. 159–178.
- Vielfalt und das Bürgerrecht auf Bildung. In: H. Schneider/D. Stederoth (Hg.): Dialektik und Dialog. Kassel 2019, S. 141–147.
- Anthony Braxton. Unbeirrbar kreativ. In: Berliner Festspiele (Hg.): Magazin Jazzfest Berlin (2019), S. 7–11.
- Personalisiertes Studieren, reflektiertes Lernen. Eine Analyse des Studierverhaltens in digital gestützter Lehre  (mit Fabian Mundt). In: Erziehungswissenschaft. Jg. 28. Heft 55 (2017), S. 61–72.
- Pop, Pop, Antipop. Weshalb nicht alles, was dafür gehalten wird, Popmusik ist. In: Timo Hoyer u. a. (Hg.): Was ist Popmusik?. Darmstadt 2017, S. 15–50.
- Varianten von Virtuosität. Innovationen des Jazzavantgardisten Anthony Braxton. In: Thomas Phleps (Hg.): Schneller, höher, lauter. Virtuosität in populären Musiken. Bielefeld 2017, S. 23–39.
- Akzelerierte Turbolerner. Hochbegabte: unterfordert, gefordert, überfordert. In: Schweizerische Zeitschrift für Heilpädagogik. Jg. 23. Heft 1 (2017), S. 31–37.
- Alexander Mitscherlich (1908-1982). Gesellschaftspolitisch engagierte Psychoanalyse. In: M. Conci u. a. (Hg.): Psychoanalyse im 20. Jahrhundert. Stuttgart 2016, S. 227–241.
- e:t:p:M – ein Blended-Learning-Konzept für Großveranstaltungen (mit Fabian Mundt). In: Klaus Rummler (Hg.): Lernräume gestalten – Bildungskontexte vielfältig denken. Münster 2014, S. 249–259.
- „Ich verstehe es halt so schnell und dann kann es auch schneller gehen.“ Hochbegabte in der Beschleunigungsgesellschaft. In: T. Hoyer et al. (Hg.): Sozio-Emotionalität von hochbegabten Kindern. Wie sie sich sehen – was sie bewegt – wie sie sich entwickeln. Weinheim/Basel 2014, S. 124–166.
- Notorisch im Fluss. Anthony Braxtons unbändige Produktivität. In: Neue Zeitschrift für Musik. 175. Jg. Heft 4 (2014), S. 54–55.
- Lernziel Glück? Ein Unding macht Schule. In: Erwachsenenbildung. 60 Jg. Heft 2 (2014), S. 9–13.
- Die Passage des Sterbens. Krebserkrankung im Spielfilm. In: D. Nittel, A. Seltrecht (Hg.): Krankheit: Lernen im Ausnahmezustand? Brustkrebs und Herzinfarkt aus interdisziplinärer Perspektive. Heidelberg 2013, S. 341–351.
- Positive Pädagogik oder: Wie das Glück aus der Schule verschwand – und wie es in die Ganztagsschule zurückkehren könnte (mit Olaf-Axel Burow). In: Lehren & Lernen. 38. Jg., Heft 6 (2012), S. 28–34.
- Friedrich Nietzsche. In: K. Zierer, W.-Th. Saalfrank (Hg.): Zeitgemäße Klassiker der Pädagogik. Leben – Werk – Wirken. Paderborn 2010, S. 140–154.
- „Anders sind wir eigentlich nicht“ – oder doch? Schüler/innen in Hochbegabtenklassen – eine Risikogruppe? In: Gruppenpsychotherapie und Gruppendynamik. 46. Jg., Heft 2 (2010), S. 110–127.
- Lern-Räume. Grundlegende Überlegungen zur Psychodynamik von Architektur und Bildung (mit Ullrich Beumer). In: Freie Assoziation. 13. Jg., Heft 1&2 (2010), S. 21–49.
- Aristoteles “Politica”. In: W. Böhm, B. Fuchs, S. Seichter (Hg.): Hauptwerke der Pädagogik. Paderborn 2009, S. 11–14.
- Erinnerung, Engagement und Öffentlichkeit. Zum 100. Geburtstag Alexander Mitscherlichs. In: Psyche. 63 Jg. (2009), S. 168–188.
- Vermittelnde Formen pädagogischen Handelns. In: G. Mertens, U. Frost, W. Böhm, V. Ladenthin (Hg.): Handbuch der Erziehungswissenschaft. Band 1. Paderborn 2008, S. 1097–1118.
- Bildung zur Gerechtigkeit. Motivgeschichtliche Überlegungen. In: M. Wimmer, R. Reichenbach, L. Pongratz (Hg.): Gerechtigkeit und Bildung. Paderborn u. a. 2007, S. 13–27.
- Glück und Bildung. In: T. Hoyer (Hg.): Vom Glück und glücklichen Leben. Sozial- und geisteswissenschaftliche Zugänge. Göttingen 2007, S. 222–242.
- Filmarbeit – Traumarbeit. Andrej Tarkowskij und sein Film „Der Spiegel“ („Serkalo“). In: R. Zwiebel, A. Mahler-Bungers (Hg.): Projektion und Wirklichkeit. Die unbewusste Botschaft des Films. Göttingen 2007, S. 85–110.
- Die notwendigste Tugend. Gerechtigkeitserziehung in der Moderne. In: G. Miller-Kipp, B. Zymek (Hg.): Politik in der Bildungsgeschichte – Befunde, Prozesse, Diskurse. Bad Heilbrunn 2006, S. 281–296.
- Anthony Braxton – Musik fürs 21. Jahrhundert. In: Jazzthetik. Nr. 163. 3 (2006), S. 54–58.
- Pädagogische Verantwortung für ein glückliches Leben oder: Vom „Glück“ in der Pädagogik. In: H. Burckhart, J. Sikora, T. Hoyer: Sphären der Verantwortung. Prinzip oder Lebenspraxis? Münster 2005, S. 151–210.
- Ethik und Moralerziehung. Zur Grundlegung des moralpädagogischen Diskurses in der griechisch-römischen Antike. In: Zeitschrift für Erziehungswissenschaft. 8. Jg. (2005), S. 75–95.
- Tugend. Ein in Verruf geratener Begriff kehrt zurück in die Pädagogik. In: PÄDForum: unterrichten erziehen. 33./24. Jg. (2005), S. 296–300.
- Ist Tugend erlernbar? Die moralpädagogische Grundsatzdebatte zwischen Sokrates und den Sophisten. In: H. Burckhart, J. Sikora (Hg.): Praktische Philosophie – Philosophische Praxis. Darmstadt 2005, S. 21–38.
- „Höherbildung des ganzen Leibes“. Friedrich Nietzsches Vorstellungen zur Körpererziehung. In: Nietzsche-Studien. Bd. 32 (2003), S. 59–77.
- Nietzsche in der Pädagogik. Eine kritische Bestandsaufnahme aktueller Forschungsliteratur. In: Pädagogische Rundschau. 56. Jg. (2002), S. 535–548.
- „[…] ich bedarf der Hände, die sich ausstrecken“. Zarathustras pädagogisches Scheitern. In: Nietzscheforschung. Bd. 9 (2002), S. 219–231.

## Auszeichnungen
- Georg-Forster-Preis Universität Kassel 2001[1]
- Hochschullehrpreis 2013 der Pädagogischen Hochschule Karlsruhe (gemeinsam mit F. Mundt) für das Blended Learning-Konzept e:t:p:M[2]